# Bruinrode glasvleugelwants
De bruinrode glasvleugelwants (Rhopalus parumpunctatus) is een wants uit de familie knotswantsen (Rhopalidae). De soort werd voor het eerst wetenschappelijk beschreven door Peter Samuel Schilling in 1829.

## Uiterlijk
De kleur het lichaam van de bruinrode glasvleugelwants is roodbruin soms meer geelbruin met ook een roodbruin tot geelbruin of zelfs groenachtig connexivum (aan de zijkant zichtbare deel achterlijf), waar soms zwarte vlekken op zitten, maar die kunnen ook ontbreken. Net als bij de meeste andere wantsen uit de familie is hij behaard en is van het hemi-elytrum (de deels verharde voorvleugel) het corium (het middelste deel van de voorvleugel) transparant. Op de aders van het corium zitten donkere vlekjes. De lengte is 6,4 – 7.6 mm.

## Verschillen tussen de op elkaar lijkende soorten uit het genusRhopalus
- Geblokte glasvleugelwants (Rhopalus subrufus): Heeft een connexivum, dat verdeeld is in zwarte en witte blokken. Een wit uiteinde van het scutellum.
- Bruinrode glasvleugelwants (Rhopalus parumpunctatus): Ook het connexivum is roodbruin (of soms geelbruin of zelfs groenachtig). Soms met zwarte vlekken, maar die kunnen ook ontbreken.
- Gestippelde glasvleugelwants (Rhopalus maculatus): Het connexivum heeft een ronde stip op elk segment.

## Verspreiding en habitat
De bruinrode glasvleugelwants komt voor in een groot deel van het Palearctisch gebied, in Europa van het zuidelijk deel van Scandinavië tot in het Middellandse Zeegebied en naar het oosten tot in China. De soort komt voor in verschillende open, droge soorten leefgebieden, in de lage vegetatie en op de bodem. .

## Leefwijze
De bruinrode glasvleugelwants leeft fytofaag op een groot aantal verschillende soorten voedselplanten en zuigt vooral op de vruchten, zaden. Hoogstwaarschijnlijk overwintert deze soort vooral als volwassen wants. Paringen zijn er zowel in mei als in de herfst. Onder gunstige omstandigheden kunnen er twee elkaar overlappende generaties zijn.